# Jean Baptiste Van Rooy
Pour les articles homonymes, voir Van Rooy.
Jean Baptiste Van Rooy, né à Anvers le 11 mars 1808 et mort dans la même ville le 15 septembre 1893, est un peintre et un sculpteur belge. Il est essentiellement connu pour ses peintures d'histoire, ses scènes de genre et ses portraits.
Il est l'auteur de quatre statues en bois de chêne de style Renaissance flamande pour l'église Saint-Paul d'Anvers. Ses œuvres sont notamment conservées au Rijksmuseum Amsterdam.

## Biographie

### Famille
Jean Baptiste Van Rooy, né à Anvers le 11 mars 1808, est le fils de Pierre Gommaire Van Rooy (1771), boutiquier né à Anvers, et d'Angélique Pélagie Donné (1772), née à Antoing, mariés à Anvers le 6 novembre 1805. Il épouse Jeanne Marie Thérèse Peeters, dont il a au moins une fille : Marie louise, née en 1857 et un fils : Léonard, commissionnaire en marchandises, né en 1859.

### Formation

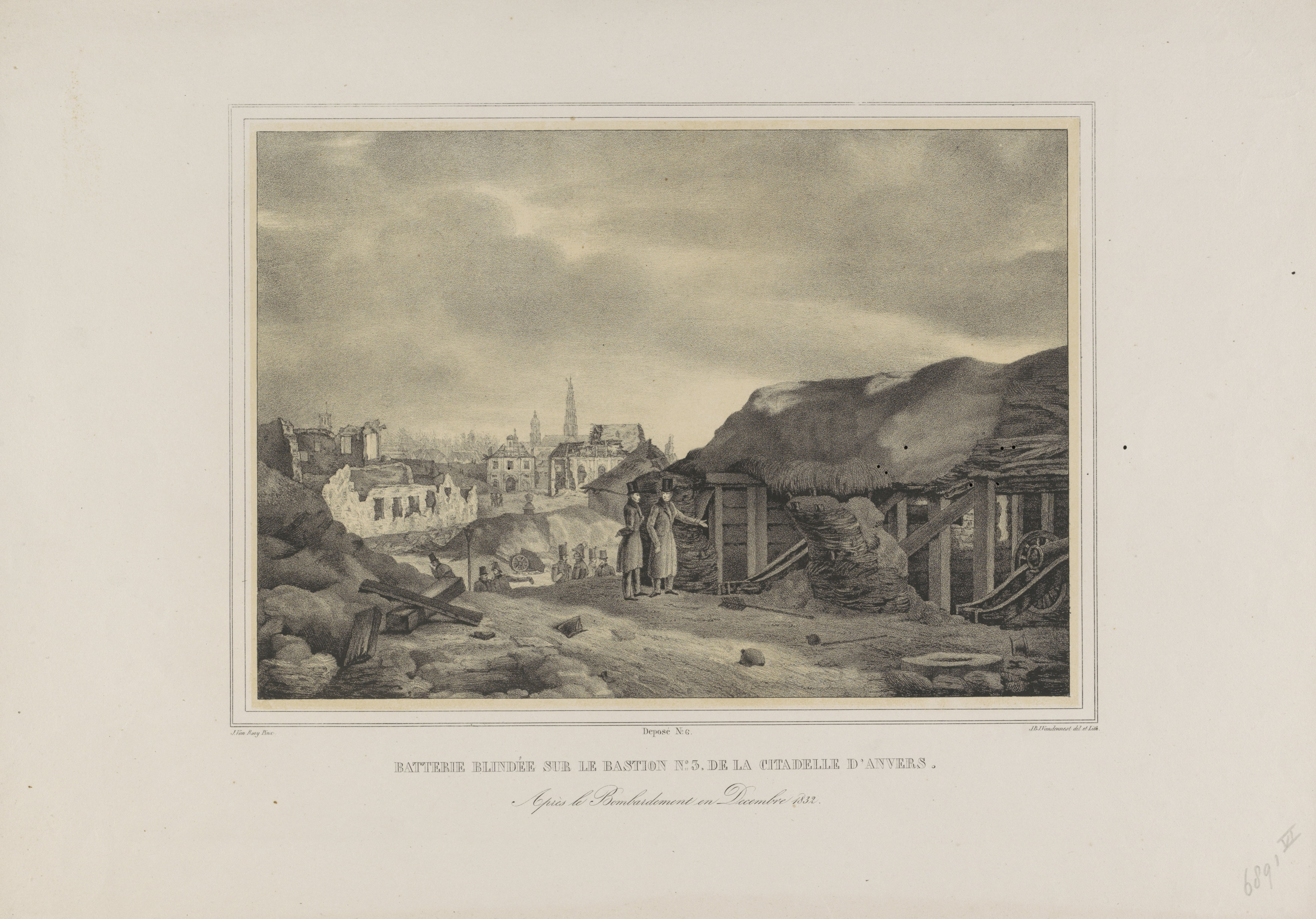
Batterie blindée sur le bastion no. 3 de la citadelle d'Anvers. Après le Bombardement en décembre 1832, peinture de Jean Baptiste Van Rooy, gravure de Joseph Van den Nest.

Jean Baptiste Van Rooy suit les cours du peintre Mathieu-Ignace Van Brée, et reçoit, en 1825, une médaille d'or au concours de l'Académie royale des Beaux-Arts d'Anvers. Puis, en 1830, il se rend, de sa propre initiative en Italie afin de parfaire sa formation,.

### Carrière

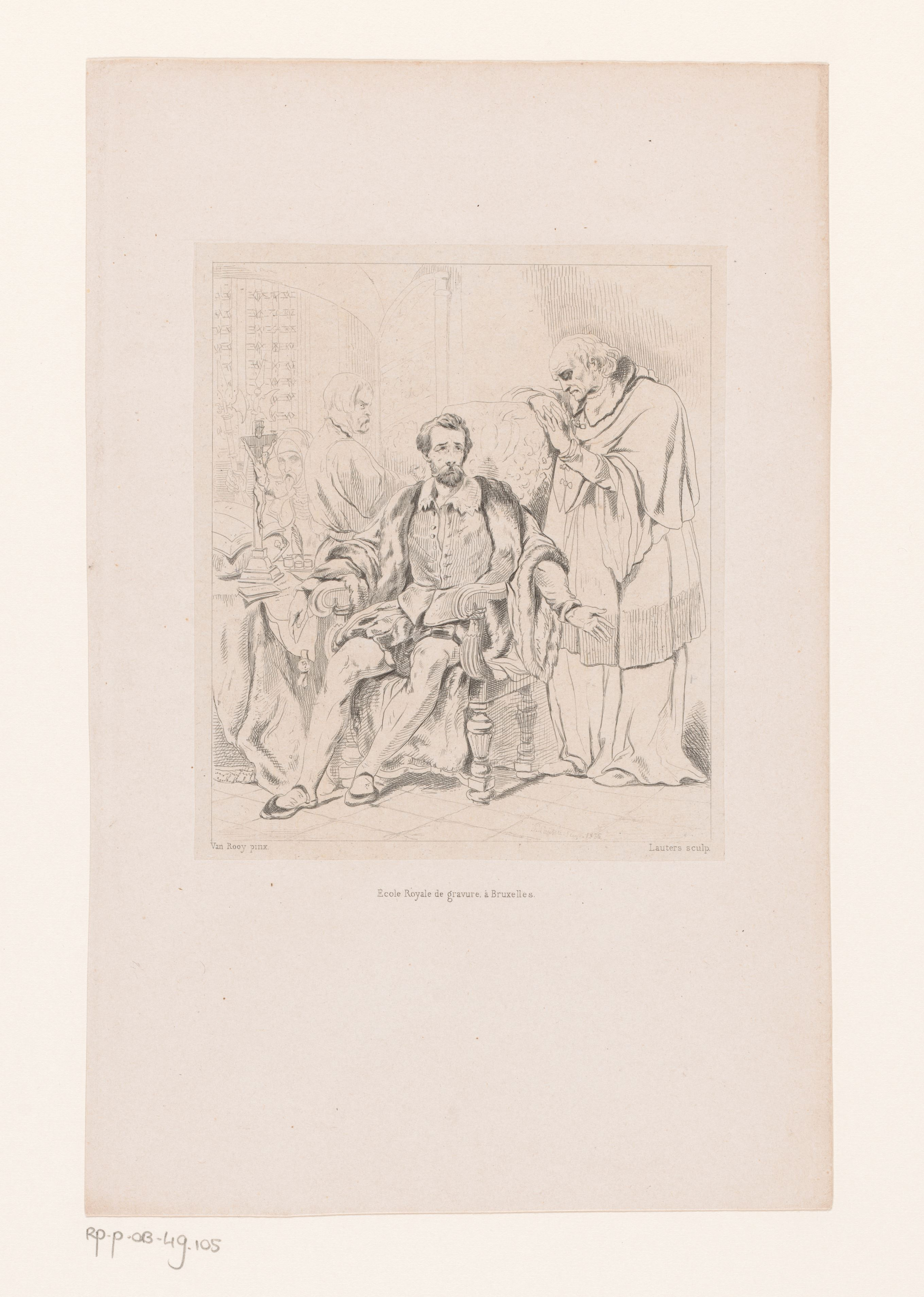
Derniers moments du comte Lamoral d'Egmont, à la maison du Roi à Bruxelles (médaille de bronze au Salon de Bruxelles de 1836) de Jean Baptiste Van Rooy, gravure de Paul Lauters.

Pour la première fois, Jean Baptiste Van Rooy participe à une exposition triennale belge en envoyant Portrait et costume d'une Romaine. Le Fond représente la basilique Saint-Pierre et le Vatican au Salon de Gand de 1832.
Au Salon de Bruxelles de 1836, il obtient une médaille de bronze grâce à sa peinture d'histoire : Les Derniers moments du comte d'Egmont dans la maison dite Broodhuys.
Durant sa longue carrière, Jean Baptiste Van Rooy, expose fréquemment ses œuvres, principalement des peintures, mais aussi des sculptures.  Il vend une statuette en marbre au roi Guillaume II des Pays-Bas. 
En 1885, il envoie ses toiles à l'Exposition universelle de Vienne. Il est membre de la Société royale pour l'encouragement des Beaux-Arts d'Anvers, de la Société libre d'émulation de Liège, de l'Académie Saint-Luc d'Anvers et de l'Académie royale d'archéologie de Belgique.
Jean Baptiste Van Rooy acquiert, grâce à son art, une réputation et une fortune considérables. Il meurt, à l'âge de 85 ans, à son domicile Lange Leemstraat no 468 à Anvers. Ses funérailles ont lieu trois jours plus tard, à l'église paroissiale Saint-Norbert dans le quartier de Zurenborg. Il est inhumé à Edegem.

## Œuvre

### Caractéristiques
Jean Baptiste Van Rooy est essentiellement connu pour ses peintures d'histoire, ses scènes de genre et ses portraits. Au Salon de Paris de 1850-1851, il expose La Dernière conversation entre le comte d'Egmont et le duc d'Albe, une toile déjà présentée à l'Exposition des maîtres vivants à La Haye en 1843. Le critique du quotidien L'Indépendance belge : « L'exécution est assurément celle d'un peintre distingué. Il a la sagesse et l'éclat dans le coloris et dans l'harmonie dans la dispisition des effets. Le dessin a de la souplesse dans la correction, et l'effet général est tel que l'œil qui y passe y reste volontairement attaché. Cette toile est donc de nature à honorer chez nous, non seulement son auteur, mais aussi l'école belge. [Cependant], je critiquerai un effet de la composition : Egmont dans son geste de reproche animé envers le farouche duc d'Albe, a la main trop voisine du visage de celui-ci, et l'écuyer qui se tient derrière le fauteuil du duc fait, dans son étonnement, un geste plus familier à la pantomime théâtrale qu'à la passion naturelle ».
Sculpteur, Jean Baptiste Van Rooy expose Un Amour au Salon de Bruxelles de 1848 et réalise, en 1863, quatre statues en bois de chêne de style Renaissance flamande pour l'église Saint-Paul d'Anvers : L'Ancienne et la nouvelle loi, La Conversion et la décollation de Saint Paul, Le Christ triomphant, saint Jean-Baptiste et le roi David et Le Père éternel, Moïse et Aaron et le serpent d'airain, de même que la sculpture en pierre de taille de la porte d'entrée principale du même édifice.

### Expositions

#### Belgique
- Salon de Gand (XV) de 1832 : Portrait et costume d'une Romaine. Le Fond représente la basilique Saint-Pierre et le Vatican[8].
- Salon de Bruxelles de 1833 : Le Miracle de l'eau, Portrait de Mgr l'archevêque de Malines et Albaizir ou le serviteur fidèle[9].
- Salon d'Anvers de 1834 : Albaizir ou le serviteur fidèle, Tableau de famille et Les Israélites désaltérés par l'eau du rocher d'Horeb et Portrait d'homme[10].
- Salon de Gand (XVI) de 1835 : Charles Quint adressant au duc d'Albe ce mot si connu : Où prendriez-vous assez de peaux d'Espagne pour réparer un tel gant ? et L'Amour[11].
- Salon de Bruxelles de 1836 : Les Derniers moments du comte d'Egmont dans la maison dite Brood-huys[12].
- Salon d'Anvers de 1837 : Portrait d'homme, La Veuve d'un Gueux de mer sous le gouvernement du duc d'Albe et Portrait de dame[13].
- Salon de Gand (XVIII) de 1841 : La Prière du brigand et La Belle Ferronnière[14].
- Salon de Bruxelles de 1842 : La Dernière entrevue du comte d'Egmont avec le duc d'Albe, au moment où le premier lui reproche d'avoir organisé le tribunal des troubles, appelé depuis le tribunal du sang[15].
- Salon d'Anvers de 1843 : Desdémona[16].
- Salon de Bruxelles de 1845 : Judith remet la tête d'Holopherne à sa suivante et offre ce sacrifice à Dieu[17].
- Salon d'Anvers de 1846 : Portrait du général C. et Étude d'enfant""[18].
- Salon de Bruxelles de 1848 : La Vanité et Un Amour (statue en plâtre)[19].
- Salon de Bruxelles de 1851 : Albrecht Beyling ou le Régulus hollandais[20].
- Salon d'Anvers de 1867 : Le Christ en croix (sculpture en bois)[21].
- Exposition d'aquarelles, de pastels, de sépias, de gouaches et de dessins à Anvers en 1890 : Le Serviteur fidèle (aquarelle)[6].

#### France
- Salon de Douai de 1827 : Le Père Aubri expliquant à Chactas les événements des tombeaux[22].
- Salon de Paris de 1850-1851 : La Dernière conversation entre le comte d'Egmont et le duc d'Albe[7].

#### Pays-Bas
- Exposition des maîtres vivants de La Haye en 1839 : Philippe de Marnix de Sainte-Aldegonde, après la prise d'Anvers par le prince de Parme, se retrouve dans un château à l'intérieur des postes militaires espagnols, y est assiégé par les Espagnols, et s'échappe de justesse dans un petit vaisseau, accompagné des habitants du château[3].
- Exposition des maîtres vivants de La Haye en 1843 : La Dernière conversation entre le comte d'Egmont et le duc d'Albe[3].
- Exposition des maîtres vivants de La Haye en 1847 : Portrait du général baron Chassé[3].

### Autriche-Hongrie
- Exposition universelle de 1885 à Vienne[6].

### Collection muséale
Quatre gravures de Jean Baptiste Van Rooy sont conservées au Rijksmuseum Amsterdam.